# 新技術望遠鏡
新技術望遠鏡或NTT是座落於智利拉西拉天文台，率先使用主動光學的經緯儀架台3.58米里奇-克萊琴望遠鏡。這架望遠鏡和它的儲存模組進行了革命性的設計以獲得最佳的影像品質。

## 特性
NTT屬於歐洲南天天文台，於1989年開光。主鏡是靈活的，形狀可以在觀測期間用促動器主動調整，以獲得最佳的影像品質。次鏡的位置也可以在三個方向上靈敏的控制。這種技術是ESO發展出來的，就是所謂的主動光學，現在已經應用在所有主要的現代望遠鏡上，像是帕瑞納山的甚大望遠鏡和未來的歐洲極大望遠鏡。NTT八角型的儲存模組設計是另一項技術上的突破，使望遠鏡室相對較小，並且有襟翼的通風系統使流過鏡像的氣流是平穩的，可以減少湍流並使影像更清晰。
雖然，其它先前已經存在的望遠鏡，像是北歐光學望遠鏡，已經有用促動器支撐的羽量級鏡片，但NTT仍然被稱為使用完整主動光學的第一架望遠鏡。它的設計以及儲存模組 (保護它的建築物) 的設計，一如它的名稱包含了許多革命性的功能。特別是，極為注意保持良好通風的望遠鏡，並阻隔了環繞望遠鏡周圍的熱源。從開始建造以來，NTT經歷了數次的升級，以繼續增強它的功能。它還被作為甚大望遠鏡的工程概念和應用軟體的實體壽命測試工作平台。I

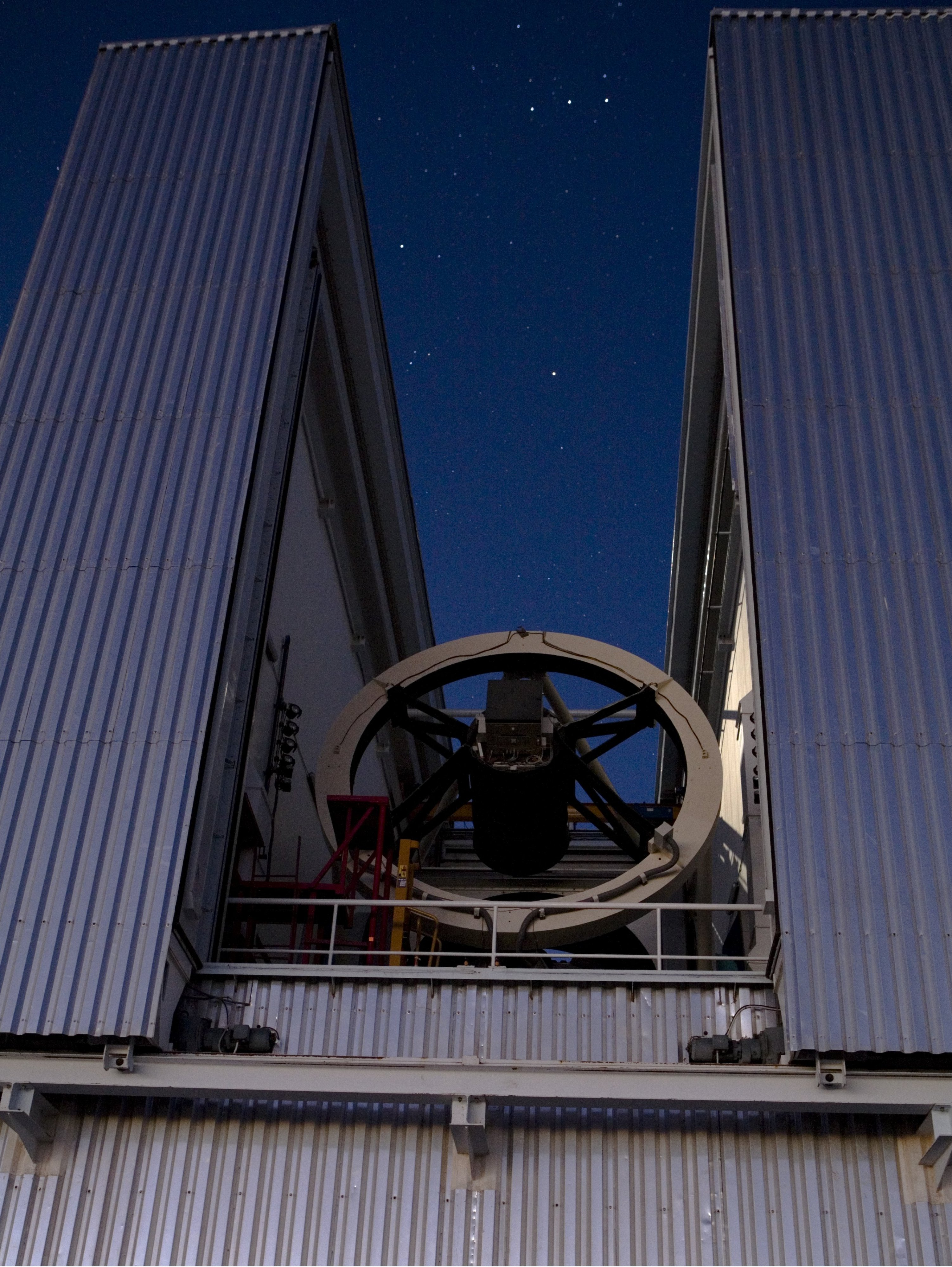
ESO在拉西拉的新技術望遠鏡。

新技術望遠鏡最初有著和哈伯太空望遠鏡一樣的問題－由於零值校正器的錯誤校正，使鏡面的基礎形狀錯誤。然而，NTT的主動光學系統可以糾正這項錯誤，因而不需要再成像的鏡片。

## 儀器
目前，NTT裝置了2件儀器：
- SofI ("Son of ISAAC"，甚大望遠鏡的一項儀器)：近紅外線相機和低解析攝譜儀，並且有偏振測量和高時間解析模式。
- EFOSC2 (第二代的ESO暗天體攝譜儀和相機)：可見光相機和低解析攝譜儀，具有多目標攝譜、偏振測量和冕儀模式。

## NTT與科學
NTT和它的儀器在拉西拉開始工作後，在發現上有著重要的貢獻。這些包括解開銀河中心的神祕， 第一次在其它恆星上觀察到類似太陽振盪的貢獻， 和打破在宇宙中尋找到距離最遙遠星系的紀錄。最近，NTT協助檢測環繞在大質量年輕恆星周圍的盤狀物，解決了大質量恆星的形成之謎，而且它的觀測對太陽風如何改變小行星也至關重要。
或許最重要的是，NTT對環繞銀河系中心恆星的觀測，可以協助測量銀河中心超大質量黑洞的質量和半徑，有效的協助確認如此大質量和緻密天體的存在。

## 圖集

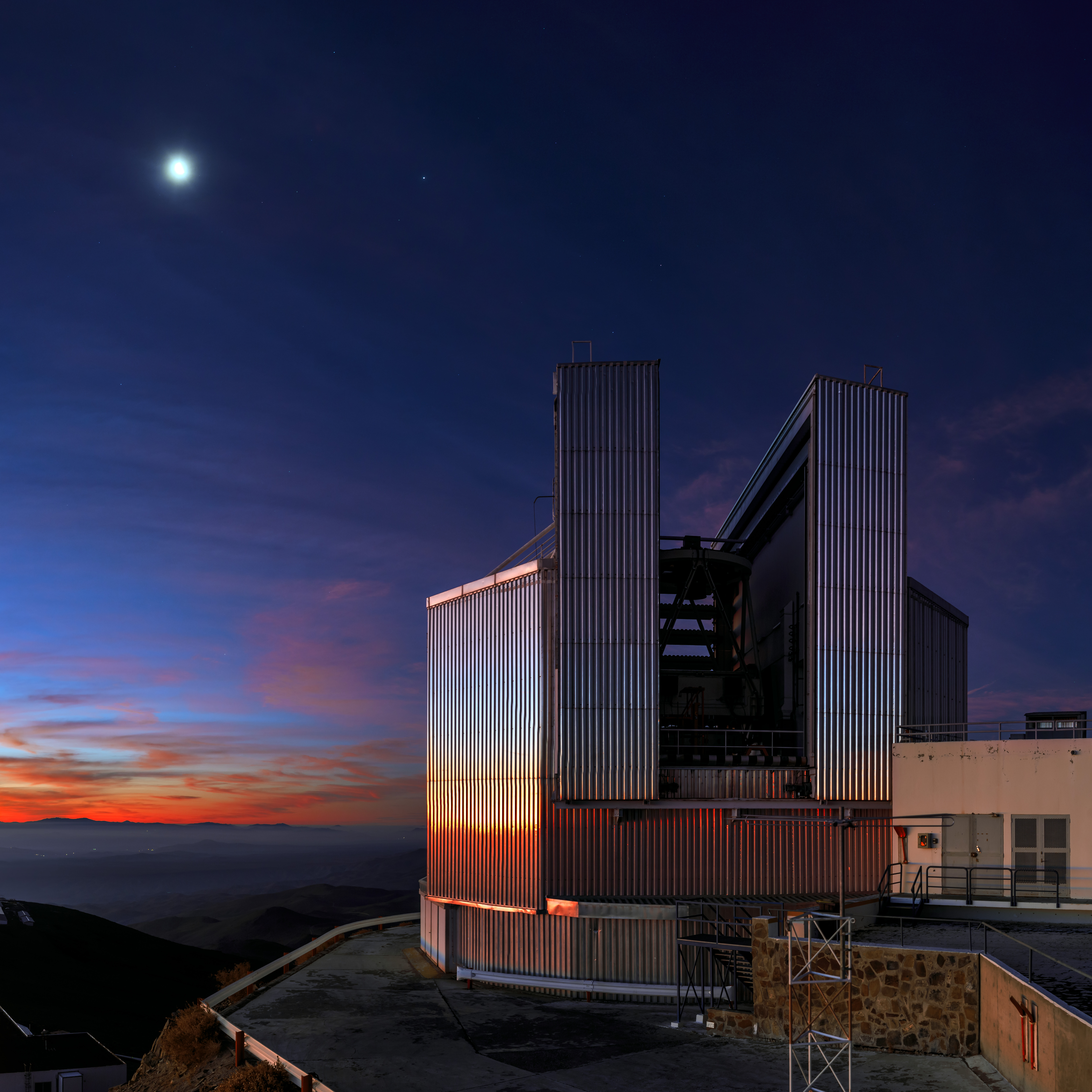
溫暖陽光下的光輝[13]。
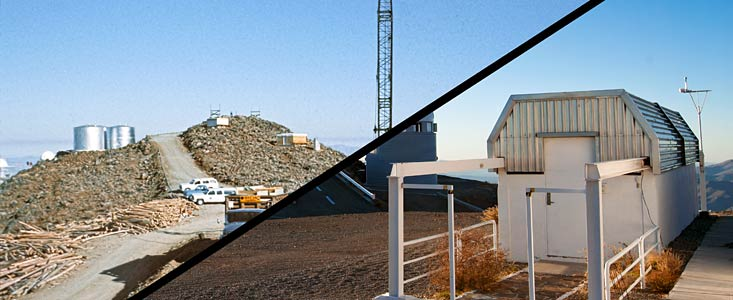
施工前的NTT
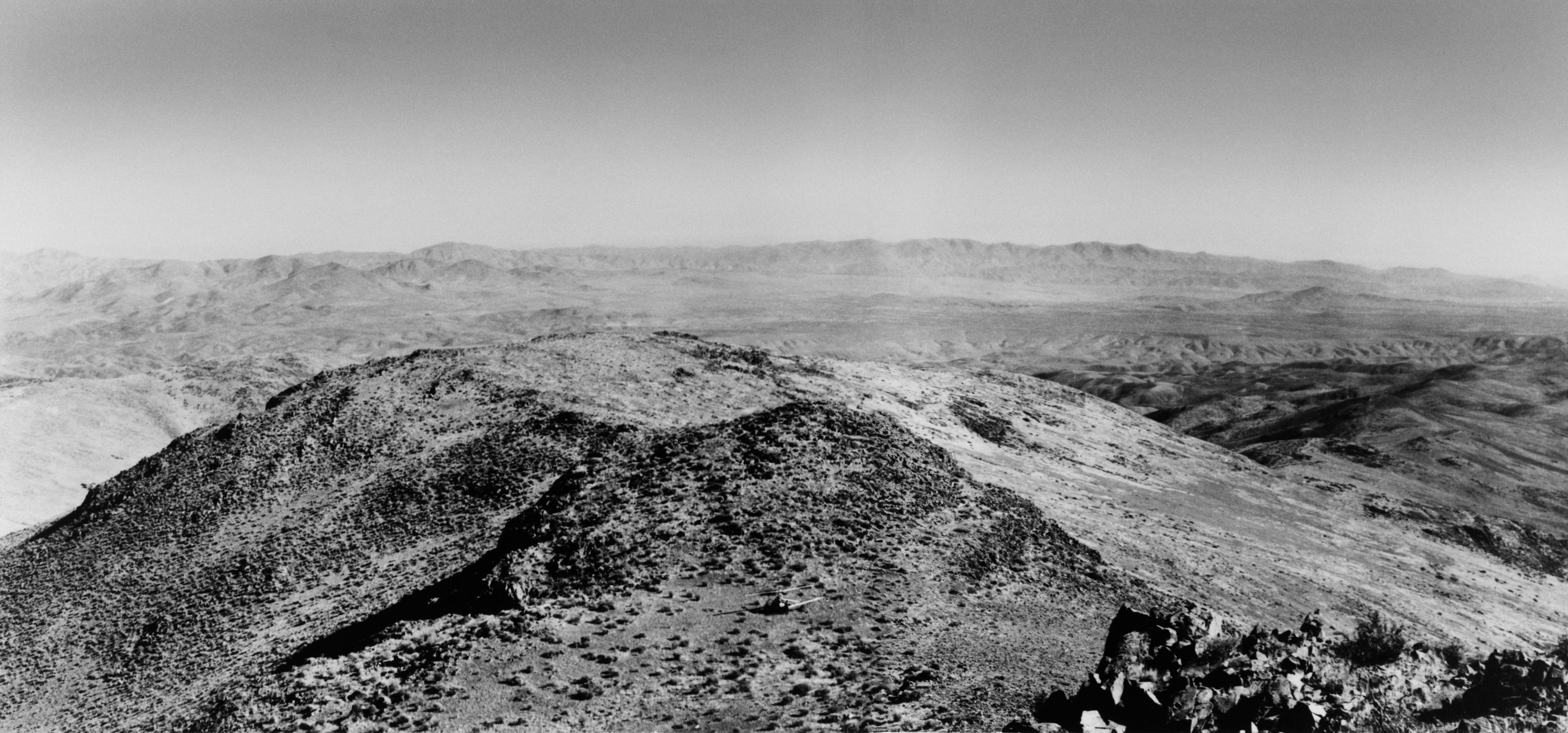
施工後的NTT
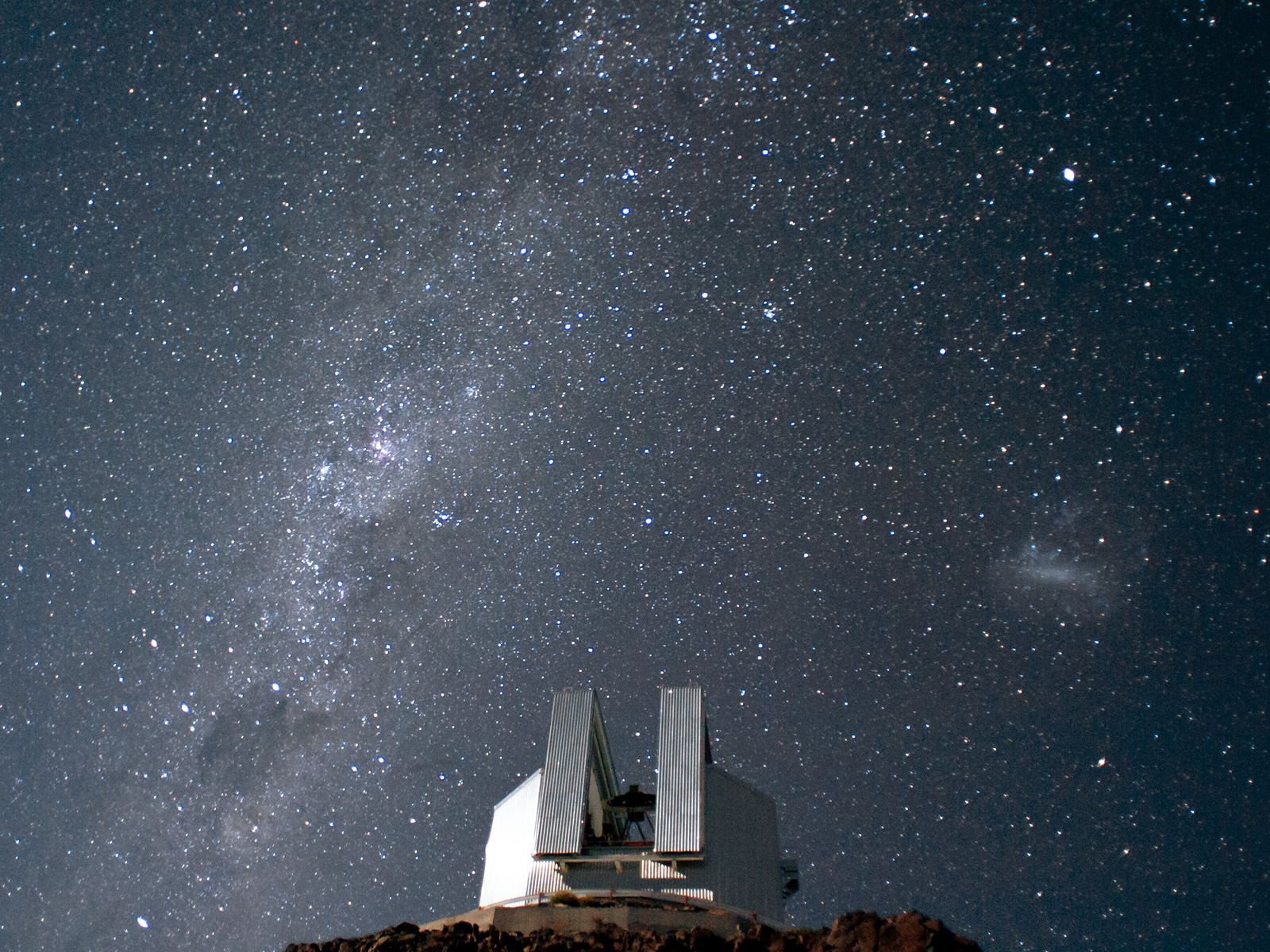
夜色下的NTT
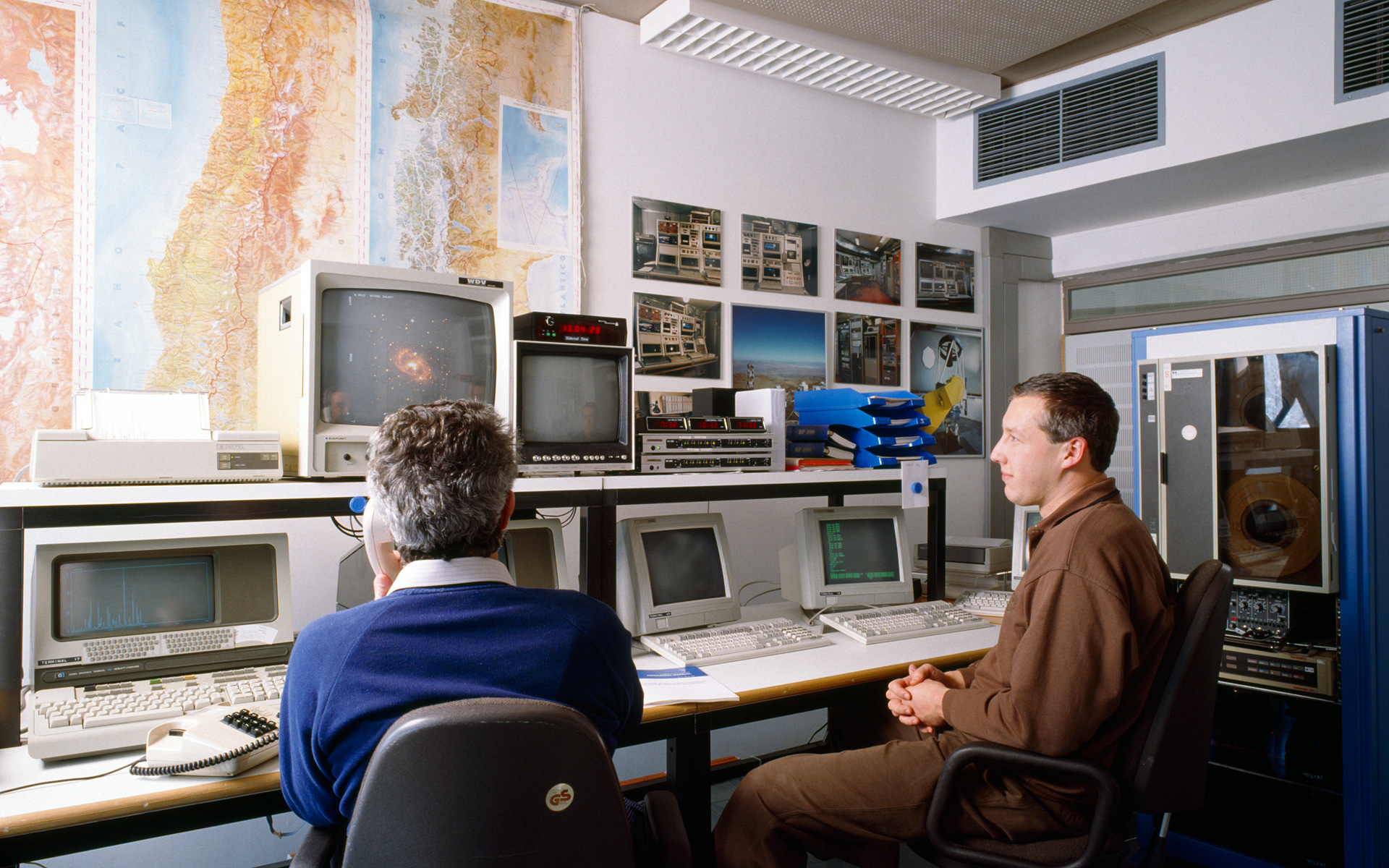
在加興的遠端控制室（GER）
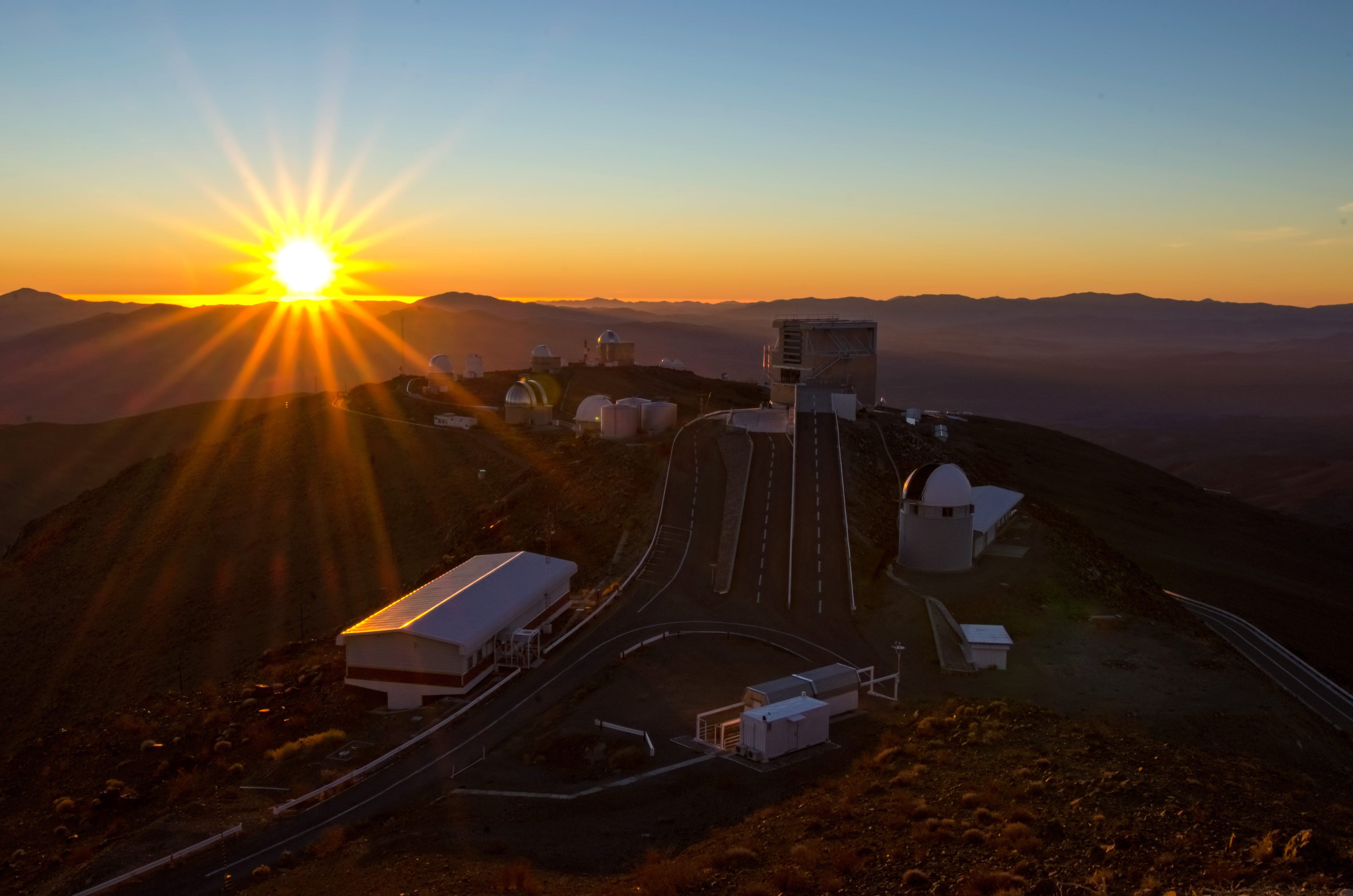
日落時分的拉西拉天文台
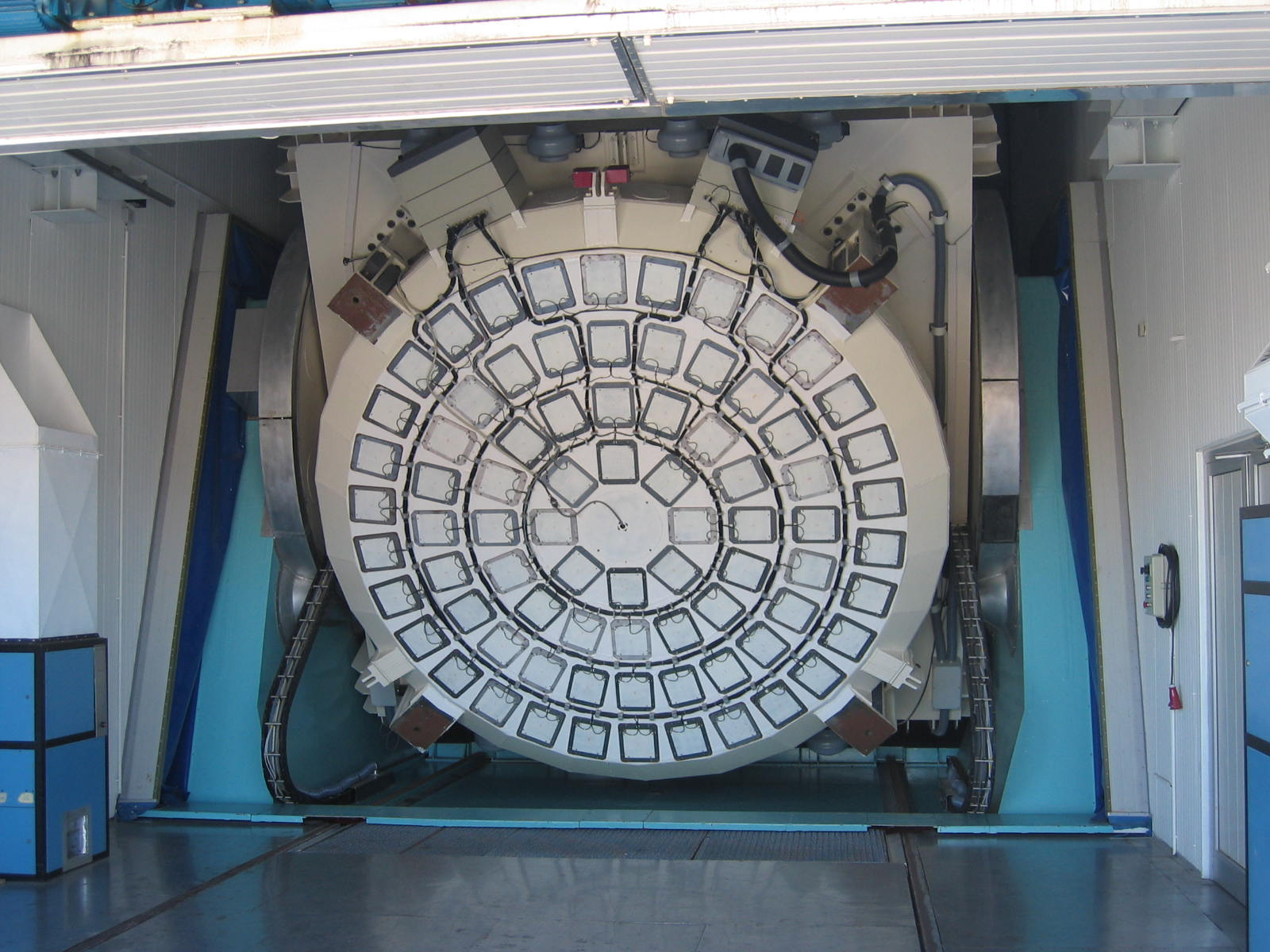
使用主動光學的開創性NTT鏡片
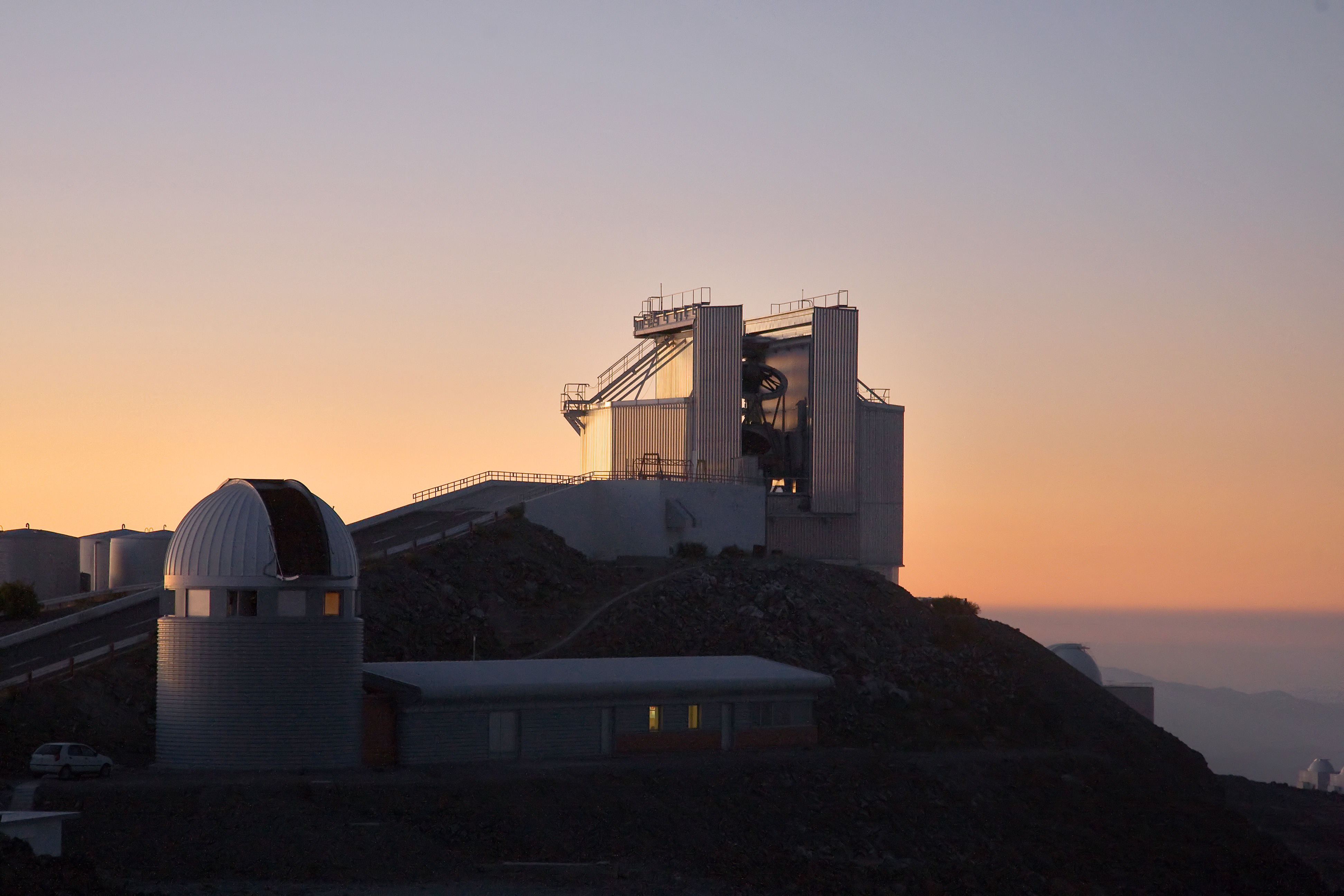
NTT和位於前面的萊昂哈德·歐拉望遠鏡
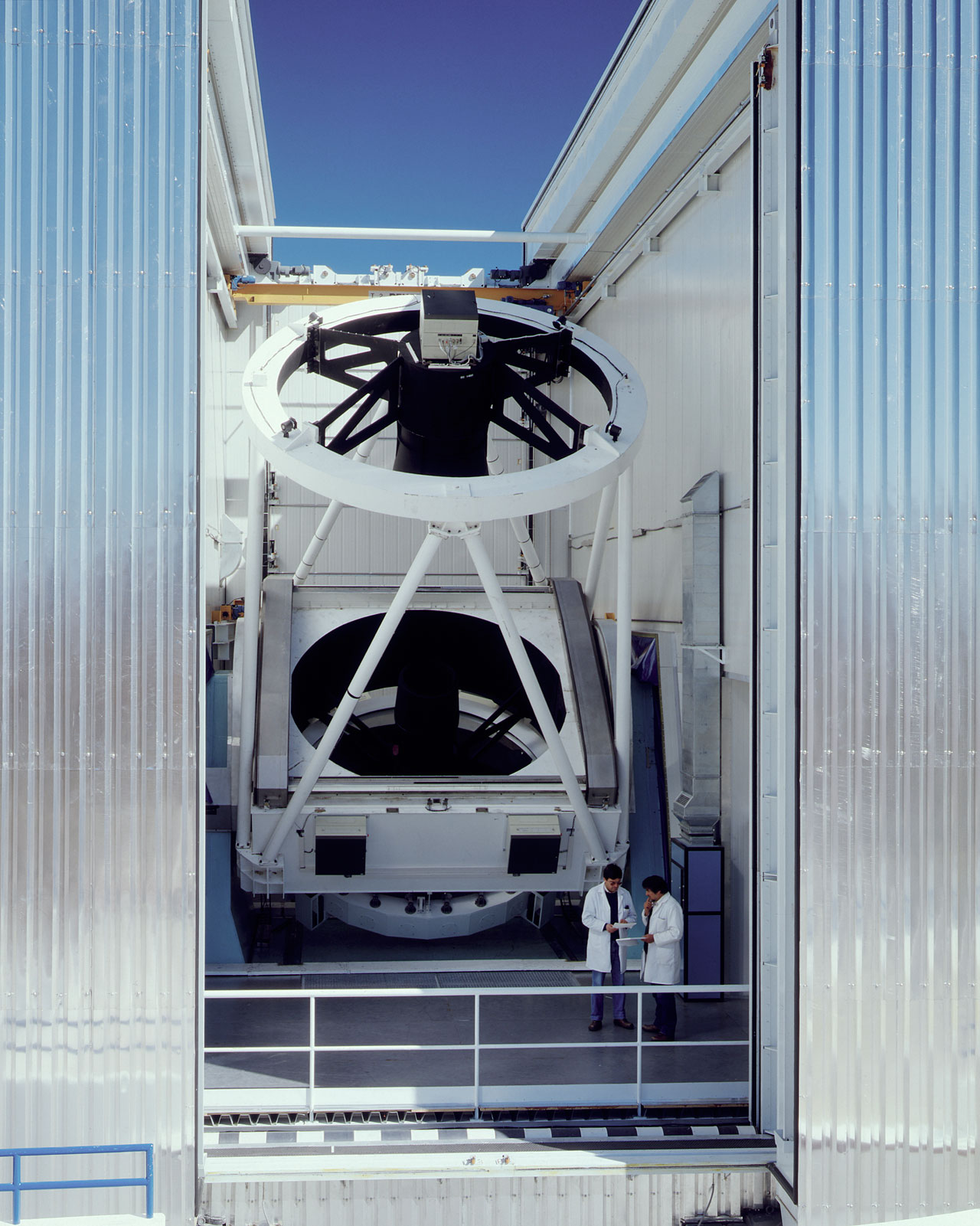
NTT的鏡片
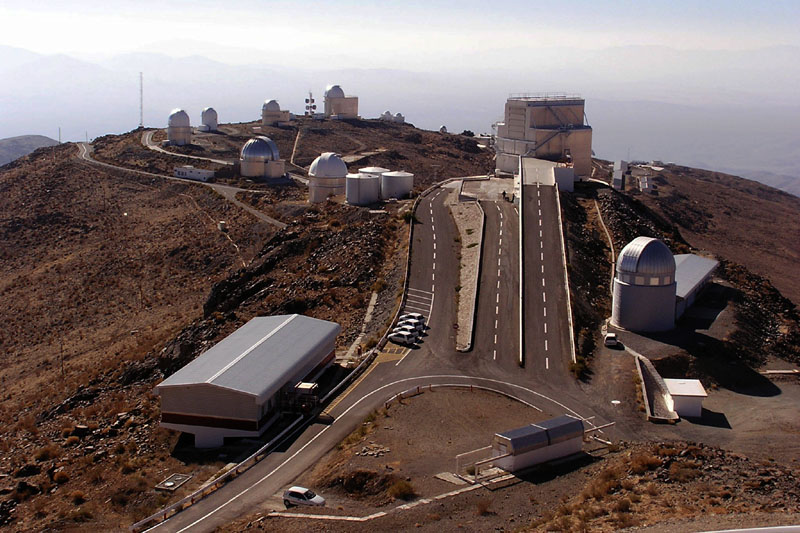
從ESO 3.6米望遠鏡站台看見的NTT
- NTT內部的縮時影片（魚眼鏡頭）

## 外部連結
- ESO's NTT page （页面存档备份，存于）